# Valèria (província romana)
Valèria o Panònia Valèria (en llatí Valeria) va ser una província romana segregada de Pannònia de la que formava la part nord-est.
La va crear l'emperador Galeri i li va donar el nom en honor de la seva dona Galèria Valèria, segons diu Aureli Víctor. La província tenia al nord i a l'est el Danubi, al sud el riu Save (Savus) i a l'oest el llac Peiso. La capital era Sopianae (Pécs).